# Paul Gorman
Paul Gorman est un journaliste et écrivain britannique, par ailleurs créateur de la marque de vêtements The Look Presents avec son associé Max Karie, propriétaire d'une boutique à Soho.

## Journaliste
À la fin des années 1970, Paul Gorman, d'abord à Londres, partage des piaules avec les critiques musicaux et journalistes Johnny Thunders, Barney Hoskyns, ou encore le musicien Nick Cave - puis à Berlin-Ouest. À partir de 1978, Gorman a travaillé pour diverses publications commerciales. En 1983, il est récompensé par la Periodical Publishers Association pour une série d'enquêtes sur l'industrie alimentaire. En 1990, il est engagé au bureau de la côte-ouest américaine à Los Angeles pour la publication consacrée à l'industrie du cinéma Screen International. De 1993 à 1998, il écrit pour Music Week, revue professionnelle de l'industrie du disque; de 1994 à 1999, pour Music Business International. Il collabore régulièrement à Mojo.

## Vidéo
En 1999, il réalise Las Vegas Grind, un documentaire pour Channel 4, consacré au musicien californien El Vez ((en)). Il a écrit ou coécrit plusieurs livres et biographies musicales et, en 2008, un livre consacré au graphiste et créateur de pochettes de disques -pour Stiff Records, notamment Barney Bubbles.

## Consultant
Il a travaillé sur les activités caritatives de Anthea Norman-Taylor et Brian Eno, conseillé les Dexys Midnight Runners lors de leur re-formation en 2003, pour la relance de la marque de vêtements LaRocka!, et conseillé Jah Wobble pour son court-métrage "Blow Up".

## The Look: Adventures In Rock & Pop Fashion
Dans ce livre, Paul Gorman essaie de connecter les développements de la mode et de la musique populaire de Elvis Presley jusqu'à nos jours. Le livre compte de nombreuses illustrations et était vendu avec un CD de chansons liées à des parties du livre. Il inclut notamment des contributions de Jimmy Page de Led Zeppelin, Ron Wood de The Rolling Stones, Ian McLagan ((en)) de The Small Faces, Boy George, Glen Matlock de The Sex Pistols, Kevin Rowland de Dexys Midnight Runners, de Nancy Sinatra, Malcolm McLaren, des stylistes Paul Smith, Hedi Slimane, Lloyd Johnson, Alex Michon, Mark Powell, Pam Hogg et Betsey Johnson.

## The Look Presents
Paul Gorman et son associé Max Karie diffusent la marque de vêtements The Look Presents à travers la chaîne de magasins Topman, avec trois collections en 2008 : des T-shirts de Wonder Workshop et des créations de Nigel Waymouth, du magasin de King's Road Granny Takes a Trip, ainsi que des vêtements d'hommes créés par Antony Price (en), le styliste de Roxy Music, Bryan Ferry et Duran Duran.

## Curateur d'expositions
- 2010 Process: The Working Practices Of Barney Bubbles au London's Chelsea Space.
- 2011 Postmodernism: Style & Subversion 1970-1990 et Snap Crackle & Pop: British Pop Art Meets The High Street In The Swinging Sixties. Barney Bubbles au Mindful Of Art, London's Old Vic Tunnels.
- 2012 Lloyd Johnson: The Modern Outfitter, au London's Chelsea Space. British Design 1948-2012: Innovation In Thee Modern Age, Victoria and Albert Museum.
- 2012, The Past The Present & The Possible, section consacrée à Barney Bubbles de White Noise: Quand Le Graphisme Fait Du Bruit au Festival international de l'affiche et du graphisme de Chaumont[2].

## Liens
- (en) Son site personnel.
- (en) Le blogue à propos de son travail sur Barney Bubbles.
- (en) Le blogue de The Look's.
- (en) The Look Presents, le site de sa marque de vêtements.